# Chimarra sandhamma
Chimarra sandhamma är en nattsländeart som beskrevs av Schmid 1958. Chimarra sandhamma ingår i släktet Chimarra och familjen stengömmenattsländor. Inga underarter finns listade i Catalogue of Life.